# Rhizotrogus aestivus
Rhizotrogus aestivus es una especie de coleóptero de la familia Scarabaeidae.

## Distribución geográfica
Habita en el Paleártico: Europa y la mitad norte de Oriente Medio.